# Vuelo 371 de TAROM
El vuelo 371 de TAROM estaba operado por un Airbus A310 que se estrelló cerca de Balotești en Rumanía el 31 de marzo de 1995. Se trataba de un vuelo de la base principal de la compañía, en Otopeni, Bucarest al Aeropuerto de Bruselas en Bélgica. 
La investigación del choque reveló que el acelerador automático defectuoso redujo el motor izquierdo a ralentí durante el ascenso. Mientras esto sucedía, el Capitán sufrió un ataque cardíaco y se desmayó, con lo que el Primer Oficial se vio abrumado e incapaz de responder adecuadamente al fallo. Esta combinación llevó al avión a estrellarse.
Es el accidente aéreo más mortal en la historia de Rumania. También es el accidente aéreo más letal en la historia operativa de TAROM.

## Aeronave
El avión involucrado en el accidente era un Airbus A310-324 de 7 años y 10 meses registrado como YR-LCC y llamado Muntenia en honor a una de las regiones históricas de Rumanía. El número de serie del fabricante (MSN) era 450 y la aeronave tuvo su primer vuelo en 1987. Fue entregada a Pan American World Airways en agosto del mismo año registrado como N814PA y llamado Clipper Liberty Bell . Tras la quiebra de Pan Am en 1991, la aeronave fue transferida a Delta Air Lines con el mismo registro. TAROM compró la aeronave y la recibió en abril de 1994, donde se volvió a registrar como YR-LCC. Fue impulsado por dos Pratt & Whitney PW4152motores turbofan y había registrado 31.092 horas de vuelo y 6.216 ciclos de despegue y aterrizaje. Su certificado de aeronavegabilidad fue emitido el 13 de abril de 1994

## Pasajeros y tripulación
La aeronave transportaba a 49 pasajeros y 11 tripulantes. 32 de los pasajeros eran de Bélgica, 9 de Rumanía, tres de Estados Unidos, dos de España, uno de Francia, uno de Tailandia y uno de los Países Bajos. 
El capitán del vuelo fue Liviu Bătănoiu, de 48 años. Tuvo un total de 14.312 horas de vuelo con 1.735 en el Airbus A310. Se graduó de la Escuela de Aviación Militar Aurel Vlaicu en 1969. Antes del vuelo a Bruselas, fue asignado a un vuelo Bucarest - Tel Aviv. El último entrenamiento sobre el tipo fue el 12 de noviembre de 1994 en una instalación de Swissair en Zúrich, Suiza. 
El primer oficial era Ionel Stoi, de 51 años. Tuvo un total de 8,988 horas de vuelo con 650 en el Airbus A310. Se graduó de la Escuela de Aviación Militar Aurel Vlaicu en 1968. Antes del vuelo a Bruselas, fue asignado a un vuelo Chicago - Shannon. El último entrenamiento con simulador sobre el tipo fue el 21 de septiembre de 1994, llevado a cabo en una instalación de Swissair en Zúrich, Suiza.

## Accidente
El vuelo 371 de TAROM despegó a las 09:06:44 hora local (06:06:44 UTC) con el primer oficial Stoi como el piloto que maneja el avión. La tripulación conocía una anomalía preexistente con las palancas de empuje, y el capitán Bătănoiu declaró que controlaría los aceleradores durante el ascenso. Stoi luego le pidió a Bătănoiu que retrajera los flaps y los spoilers. Bătănoiu retrajo las flaps, pero no los spoilers. Al notar esto, Stoi le preguntó a su capitán qué estaba mal. Bătănoiu le dijo a Stoi que se sentía enfermo, y poco después perdió el conocimiento. Mientras esto ocurría, el motor izquierdo del avión volvió a ralentí, lo que resultó en un empuje asimétrico mientras el motor derecho seguía en potencia de ascenso. La velocidad comenzó a disminuir y la aeronave se inclinó hacia la izquierda. Preocupado por tratar de reanimar a Bătănoiu, Stoi no se dio cuenta del rápido giro que el A310 había tomado.
A las 09:08:18 hora local, la asimetría del empuje del motor alcanzó su valor máximo de 0,42 y la aeronave se estaba inclinando hacia la izquierda en un ángulo de 45,09 grados. La grabadora de datos de vuelo registró un intento de activar el piloto automático. Una reducción de empuje continua en el motor N.º 2 fue registrado. El primer oficial desconectó el piloto automático y la aeronave comenzó a perder altura rápidamente. El vuelo 371 comenzó a dirigirse hacia el terreno y a invertirse  a medida que ganaba velocidad. El primer oficial Stoi luego gritó "¡Esto ha fallado!". En ese momento, el avión estaba cayendo en barrena con un ángulo de inclinación de -61.5 grados. El avión se estrelló contra el terreno  a las 09:08:34 cerca de Balotești con una velocidad de 324 nudos.
La Torre de Bucarest trató frenéticamente de contactar con el vuelo 371, pero fue en vano. El controlador le pidió a otro avión que volaba en las cercanías que se pusiera en contacto con el A310 y solicitó que el despachador de TAROM también hiciera su intento de comunicarse. Después de confirmar que el vuelo 371 había perdido todo contacto, la Torre de Bucarest emitió un DETRESFA. Los equipos de búsqueda y rescate fueron reunidos por las autoridades y poco después encontraron el lugar del accidente, apenas a unos kilómetros del aeropuerto. El avión fue pulverizado en el impacto, que dejó un cráter de 6 metros de profundidad en el campo. Las 60 personas a bordo murieron instantáneamente en el choque.
El nombre de la aeronave era Muntenia, procedente de la región de Rumanía con el mismo nombre.

## Filmografía
Este accidente fue reseñado en la temporada 19° de la serie Mayday: Catástrofes aéreas, del canal National Geographic Channel en el episodio "Ascenso Fatal".